# Junji Fuseya
 (mai 2025).
Si vous disposez d'ouvrages ou d'articles de référence ou si vous connaissez des sites web de qualité traitant du thème abordé ici, merci de compléter l'article en donnant les références utiles à sa vérifiabilité et en les liant à la section « Notes et références ».
Junji Fuseya (伏屋 順仁) est un peintre, sculpteur, acteur et metteur en scène japonais.
Fondateur du Théâtre du Temps premier théâtre en France consacré aux créations franco-japonaises, Junji Fuseya commence à travailler dès l'âge de six ans la danse classique japonaise Nihon-buyō (Hanayagi), le chant de théâtre nô (Kanzé), la cérémonie du thé (Urassenké), l'arrangement floral Ikebana (Ohara) et le Kyôgen (Oôkura), aussi bien que la Modern-Dance et la peinture.
Il arrive en Europe dans les années 1960 pour suivre l'enseignement d'Étienne Decroux, il fonde son théâtre à Paris en 1980, écrit quatre livrets sur la technique qu'il crée Le Théâtre hors du temps. Cette méthode est utilisée dans les stages de formation professionnelle qu'il dirige avec Olivier Breitman.

## Théâtre du temps
Dans son lieu, le théâtre du Temps, il a mis en scène jusqu'en 2007 des acteurs français qu'il a lui-même formés, en s'inspirant des techniques du nô, du kabuki ou du kyōgen et accueilli des spectacles de création correspondant à cette stylisation ou dans la lignée d'un mariage culturel franco-japonais.
Adaptant les techniques japonaises pour les intégrer au jeu dramatique occidental, Olivier Breitman devient sous sa direction le premier onnagata français.

## Fondation López-Fuseya
Depuis plusieurs années[Quand ?], Junji Fuseya s'est consacré à la peinture et à la sculpture, et participe régulièrement aux Salon des indépendants à Paris. Il a également créé la Fundación López-Fuseya à Palma de Majorque, un organisme privé, à but non lucratif classé comme une fondation culturelle dont la mission est de développer les relations interculturelles picturales, étudier et diffuser les travaux de peinture, de théâtre de Junji FUSEYA et de promouvoir les activités liées à l'art en général et la peinture.

## Distinctions
- Chevalier de l’Ordre des Arts et Lettres, France
- Croix de vermeil au Mérite et Dévouement français
- Médaille d’argent Arts-Sciences-Lettres de la Ville de Paris
- Médaille de bronze de la Culture Française
- Diplômé de Nôgaku-Kyogen, à l’École Shigeyama Sensaku/Kyoto